# Madison Square Garden
Madison Square Garden este o arenă polivalentă acoperită din New York City, statul New York, Statele Unite.